# 代書
『代書』（だいしょ）は、落語の演目のひとつ。『代書屋（だいしょや）』とも呼ばれる。もとは上方落語であるが、現在は東京落語でも広く演じられる。新作落語の中では古典に近い存在となっている。

## 概要

### 成立
1938年（昭和13年）から、大阪市東成区今里の自宅で一般代書人(現在の行政書士に当たる公文書作成と代筆業の兼務。当時は届出制)を営んでいた4代目桂米團治が、その経験から創作した新作落語。
1939年4月15日、「上方はなしを聴く会」で初演。原典にあたる口演速記は雑誌『上方はなし』第46集（1940年5月発行）に掲載されている。弟子の3代目桂米朝によると、従来の落語で使われてきたクスグリがひとつも使われていないことが、4代目米團治の自慢であったという。
発表当時から人気作となり、4代目米團治が高座に上がると客席から「代書屋!」「代書!」と叫ぶリクエストが絶えなかったという。

### 主な演者
4代目米團治から直弟子である3代目桂米朝に伝えられたが、米朝は3代目桂春団治と2代目桂枝雀に付けた（＝伝授した）後、あまり高座に掛けなくなった。3代目春団治に関しては、「春団治」襲名直前に米朝が持ちネタの少なさを指摘し、それに対して稽古を懇願したことに米朝が感服して「あんたの気持が嬉しいさかい、『代書』をやる。そやさかいやる限りは、わしはしばらくこのネタを演らんつもりや」と答えた経緯がある。米朝の口演は1983年4月24日、京都府立文化芸術会館の「四代目桂米團治三十三回忌追善落語会」でオリジナルの形で演じた（カセットテープ化されている）のをはじめとして、残された音源や映像は他に2つ（レコード、DVD各1）と少ない。米朝の息子である5代目桂米團治は襲名後、多く演じている。
東京では同地で上方落語を演じた落語芸術協会の2代目桂小南から落語協会の柳家喜多八へと伝わり、江戸噺のスタイルで3代目柳家権太楼、古今亭寿輔などの多くの落語家が手掛ける。

## あらすじ
以下は、上方での演じ方に準じる。

### 前半
代書屋のもとに、無筆の男が履歴書の代書を依頼しにやって来る。代書屋はさっそく仕事に取り掛かる（以下、演者は扇子を筆に見立て、男の言ったことを代書屋が紙に書き写す一連の動きを演じ続ける）。
男は、本籍地・現住所を「大阪市浪速区日本橋3丁目26番地、風呂屋の向かい」、氏名の漢字表記を「おまかせします」、生年月日を「そういうもンは、なかったように思う」と答え、代書屋をいちいち困らせる。生まれた年については、男が「御大典おましたやろ。そのときに提灯行列が出ましたやろ。あのとき『お前も若いもンの仲間入りさしたる』ちゅわれた（＝と言われた）んだ。その晩に、今の嬶（かか＝妻）と……」と語るので、代書屋はしかたなく逆算で割り出す。学歴については、男が「ジンジョウ、という小学校を2年で卒業した」と言うので、代書屋は紙に「本籍地内小学校を中途退学」と書きこんだ。
代書屋は次に「職歴、と言うてもわからんやろ。あんたのやって来た仕事、商売を順々に言うてもらおう」と男にたずねる。「提灯行列の明けの年に、友達が『巴焼きの道具ゥ空いてるさかい、使えへんか』言うて貸してくれたんだ。借りに行たら、錆びで緑青が吹いてまんねや。それをペーパーで……」「余計なこと言いなはんな。場所は?」「玉造の駅前でんがな。家賃が……」「家賃はどうでもええねや。『同市内玉造駅前において』……」ここで代書屋は、「巴焼き」をフォーマルに説明する語句が思い浮かばず、思案する。「『回転焼き』『太鼓焼き』『太鼓まんじゅう』……そうや、『まんじゅう商を営む』と、こない（＝こういうふうに）しとこか。これはいつ頃まで?」「いや、やろう思いましたんやけど、家賃高いから、やめた」
「……一行抹消。あんた、ホンマにやったことだけを言いなはれや」「同じ年の12月に、夜店出しやったんだ」「『露店営業人として』……何を売りなはった?」「ヘリドメを売ったんで」「服のえり止め?」「いや、減り止め。下駄の歯ァの裏に打つゴム」「『下駄の裏面に打ち付けたる摩耗防止用ゴム製』……どない書いたらええんや、こんなケッタイなもン。『履物付属品を販売す』と、こうしよか。これはいつまで?」「これはちゃんと道に品物並べましたんや。ところが12月でっしゃろ、冷たい北風がピューピュー吹いてくる。アホらしなって、2時間でやめた」
「……一行抹消。あんたが、ご飯を食べてた本職は一体何だんねん」「わたい大体は、河太郎（がたろ）だんねん」「河太郎て何だんねん」「胸のとこまであるゴム靴履いてな、金網で川底をさらって、鉄骨の折れたんやら釘の曲がったんやら選（よ）ってる奴がおまっしゃろがな」「ああ、あれ河太郎ちゅうのん。いよいよ書きようがない」「どうでっしゃろ、『河太郎商を営む』ちゅうのは」「黙ってなはれ。『河川に埋没したる廃品を収集して生計を立つ』」「うまいもんでんなあ」
男はすかさず続ける。「昭和5年の5月5日（あるいは、昭和10年10月10日）や。忘れもせん、飛田（あるいは、松島）だ」「『西成区山王町（松島の場合は、西区松島町）において』。これは何をやりなはったんや」「わたいと松っちゃんが初めて女郎買い行たんや」「アホか! どこぞの世界に、履歴書に女郎買いに行ったん載せる人がおます」「これぐらいのこと書いとかなんだら、読むもンがおもろない」代書屋は頭を抱える。
「もう、こっちでええ加減に書きます。賞罰はないな?」「わたいにも年に一遍おまっせ」「正月やない。警察へ引っぱられたとか、ほめられたとか。ほめられたことないやろ?」「ありまっせ」「ちょっと人にほめられたぐらいではあかんのや。大きく表彰されたとか」「わたい、こんな大きな賞状もろて、新聞に写真入りで載ったんだっせ。新聞社主催の大食会でぼた餅56個……」

### 後半
「もうよろし。『右の通りに、これ相違なく候（そうろう）なり』。ここへ名前書きなはれ。本人自署というて、名前だけは本人が書かな（＝書かないと）いかんねん」「それが書けるなら、あんたとこへ頼みに来るか」「ちょっと判を貸しなはれ。『自署不能につき代書す』と書いといたるわ。1枚30銭が2枚かかったさかい、60銭置いていきなはれ」「30銭より持ってまへんねん。1枚だけもろて帰りま」「そんなもん半分だけ持って行てどないもなるかいな。もう、負けたるさかい持って行きなはれ」
このあと、中気で字が書けない、という老人が結納の受け取りの代書を頼みにやって来る。老人は、「贅沢を言うて申し訳ないのじゃがな、ゲンの（＝縁起をかつぐ）もンじゃでな、筆と墨をサラ（＝新調）のもので頼めませんかな」と言うばかりか、筆や墨にまで「もっとええもん使こてくれ。」と注文をつける。「よろしおます。」と新しい筆を下ろし、上等の墨をすったところで老人が「あの表の『中濱代書事務所』の字は看板屋に書かしなはったんか?」とたずねる。代書屋が「あらァわたしが書きましたんや」と答えると、老人は「あまり名筆でないなあ。……せっかくじゃが、また何ぞおたの申します」と言って帰ってしまう。
その後、上述の老人宅の奉公人の女性が、「先ほど、手前どものご隠居さんが失礼をいたしました。ほんの些少ではございますが、お筆料でございます」と、大金を持って謝罪にやって来る。代書屋は喜び、「これはご丁寧に。どうぞよろしくお伝えを願います」と頭を下げる。女性が「一応、お金のことでございますから、受け取り（＝領収）のしるしに、何かにお名前を。紙切れで結構でございますので」と言うので、代書屋は「待っておくれやす。チョチョッと書きますよって」と机に向かうが、女性は「チョチョッとでなく、丁寧にお願いいたしとうございます」と念を押し、老人が字のことにうるさいのは、病気をする前に高名な書家であったためだ、と明かす。それを聞いた代書屋は緊張で自分の名前「中濱賢三」が書けなくなる。女性は「こういう風にお書きあそばしたらどうでっしゃろか」と言い、立派な「中濱賢三」を書き上げる。「ご隠居から手習いをしてもらいましたさかいに」と謙遜する女性に、代書屋は「せやなかったら、こうは書けんで。うまいもんでんなあ」とうなる。
「ほんならここへ、判をお願いいたします」と書き上がった領収書を代書屋に差し出す。そこには、「中濱賢三」の横に小さい字で、
「自署不能に付き代書す」

## バリエーション

### 落語
- 後半まで演じることはまれとなっており、多くの場合は、ひとり目の客の男のくだりで噺を切る。

4代目米團治の原話では、老人と女性の間に、本国からやって来る妹のために渡航証明書の作成を依頼する朝鮮人が登場する。この朝鮮人の話を聞くと出生届など戸籍上の諸手続きがされておらず、色々と複雑な手続きになるため、代書屋はたくさんの書類を作る羽目になるが、一通り書類を作成した後に「戸籍法違反で罰金がかかる」と伝えると、朝鮮人は「ワタシ、日本語わからん、さいなら」と書類を残したまま手数料を踏み倒し、逃げ出してしまった。
- マクラでしばしば使われる川柳「儲かった日も代書屋の同じ顔」は、原作者・4代目米團治の自作である。

4代目米團治の川柳には他にも「割り印で代書罫紙に箔を付け」というものもあり、やはりこの演目のマクラに、4代目の逸話をともなって取り込まれることがある。
- 最初にやってくる無筆の男の名は、4代目米團治の原話では「太田藤助」。その他、「田中彦次（二）郎（3代目桂米朝、笑福亭福笑ら）」「松本留五郎（2代目枝雀ら。「松本」は枝雀の縁戚の姓[8]）」「河合浅治郎（＝2代目桂春団治の本名。3代目春団治ら）」「湯川秀樹（3代目権太楼ら。「ノーベル賞取った科学者と同姓同名じゃないですか」「おいらも、天皇賞取りました」というクスグリがある）」など。戦後は前半のみが多く演じられることから、無筆の男の名を楽屋ネタとする事例が多いが、作者の4代目米團治は、自身がモデルの代書屋の名を、本名の「中濱賢三」とする楽屋ネタを使っていた。
- 男が「生年月日は確かなかったはずです」と答えるくだりは、6代目笑福亭松鶴の証言によれば、6代目松鶴が米團治に提案して採用されたもので、それ以前は「そんなんまだ食べた事おまへん」と答える、という演じ方だったという[9]。

2代目枝雀は生年月日を尋ねる代書屋の質問に対して、男が「セイネンガッピ」と大声で復誦する、というアレンジを加えている。
- 巴焼き屋を開いた場所は、4代目米團治の原話では「住吉区浜口町（＝現在の住之江区浜口東・浜口西）」である。「減り止め」の材質は、4代目米團治の原話ではブリキである。このほか『上方はなし』掲載台本では、提灯行列は「旅順陥落」、御隠居の使いは「十二、三のかわいらしい丁稚さん」となっている。
- かつて笑福亭鶴光は男が本籍地を答えるくだりで、「マクドナルド（当時流行った1号店のこと）の2階」と答えた。楽屋で米朝に「受けるから言うて何でも言っていいもんちゃう」と怒られた。
- 「河太郎（がたろ）」は大阪の俗語で、本来は川太郎＝河童の意味であったが、転じて、川さらいの廃品回収業者を指したものである。

2代目枝雀は、男が名乗る職業を河太郎から「ポン」（＝ポン菓子の行商人）に変更して、ポン菓子ができる際の｢ポーン!｣という音を、大きな動きとともに口演するところでオチとする、大幅な改変を行った。米朝一門会において、枝雀が前トリで同演目を演じた際、トリの米朝は「ほんまは大食いのオチなんですけど、あんな派手な噺やなかったんですが……」と苦笑した。
- 2代目枝雀の弟子のアナウンサー出身の桂音也は現代風にアレンジした『新・代書』（別名『履歴書』）がある。
- 2代目小南は、女郎買いのくだりを当世風に「ストリップを見に行きました」とアレンジした。
- 6代目三遊亭円楽に、パロディ的改作『代書屋~天野幸夫伝~』がある。天野幸夫は、三遊亭小遊三の本名であり、同演目は『笑点』の大喜利コーナーにおける小遊三の恒例のギャグをモチーフにアレンジしたもの。主人公の天野は、落語芸術協会を公益社団法人にするために履歴書を書かなければいけないが、自分の名前が分からない、というプロットである。
- 昔昔亭桃太郎の持ちネタに代書をアレンジした『結婚相談所』という演目がある。

### 他の演芸
- 夢路いとし・喜味こいしの漫才『交通巡査』（作は両人）[11]：信号無視をしかけた通行人の男性（いとし）を警察官（こいし）が職務質問する内容。住所氏名年齢や家族構成などの珍回答に警察官が振り回される。喜味こいしによると、『代書』を得意とした3代目桂春団治と同じ会場で競演した際には春団治から「兄さん、今日は警官のネタは演らんといてな。わし、『代書屋』を演るから」と言われたという[11]。

## エピソード

### 4代目米團治と『代書』
4代目米團治本人は、代書人でありながら肝心の公文書作成が苦手であったため、代書業者としては専ら能筆を活かして表彰状や履歴書ばかり手がけ、公文書の依頼は別の代書人に回すかわりに、「ちゃんとした字がいるんやったらあそこへ行きなはれ」とそうした依頼者を紹介してもらっていた。
4代目米團治は戦後、京都の富貴に出た際に漫談家の花月亭九里丸から「ほかのネタはやめて『代書』だけやんなはれ。あれは受ける」と言われたのに反発し、10日間の高座をすべて『つる』で通したという。
『代書』創作70周年にあたる2009年に、地元の有志団体「東成芸能懇話会」などの発起で、東成区役所敷地の一隅（4代目米團治のかつての代書事務所の跡）に、4代目米團治の顕彰碑が建立された。同年5月2日の除幕式には米朝らゆかりの人々も出席し、東成区民ホールでは5代目米團治によって『代書』が口演された。
顕彰碑には「中濱代書事務所ノ地」の標記と並んで、東成区と4代目米團治や『代書』との関わりについての文章が刻まれており、5代目米團治の墨跡による「儲かった日も代書屋の同じ顔」が刻まれている。